# Лукановиці
Лукановиці (пол. Łukanowice) — село в Польщі, у гміні Войнич Тарновського повіту Малопольського воєводства.
Населення — 1003 особи (2011).
У 1975-1998 роках село належало до Тарновського воєводства.

## Демографія
Демографічна структура станом на 31 березня 2011 року:
|          | Загалом | Допрацездатний вік | Працездатний вік | Постпрацездатний вік |
| -------- | ------- | ------------------ | ---------------- | -------------------- |
| Чоловіки | 517     | 113                | 355              | 49                   |
| Жінки    | 486     | 105                | 300              | 81                   |
| Разом    | 1003    | 218                | 655              | 130                  |